# Hans Albretsen
Hans Albretsen (3. april 1823 i Næstved – 2. januar 1876) var en dansk husmand og politiker.
Han var søn af Albret Nielsen, ejer af Næstved Ladegård, kom tidligt ud at tjene, blev soldat i 1846 og deltog i Treårskrigen 1848-50. Albretsen blev derpå herskabstjener i København, lærte hjulmager- og tømrerhåndværket og fæstede i 1852 et hus på 3 tdr. land i Næstelsø. Han drev sit håndværk og fra 1860 tillige et mjødbryggeri.
Albretsen var medlem af sogneforstanderskabet (sognerådet) 1862-67, fra 1869 formand for Brandforsikringsforeningen af husmænd og parcellister i Præstø Amt og tilgrænsende amter.
Fra 1869 til sin død var han folketingsmand valgt for Det forenede Venstre.